# ツガ
ツガ（栂、学名：Tsuga sieboldii）は、マツ科ツガ属に分類される常緑性の針葉樹。山地に生える。別名をトガ、ツガマツという。細かな葉が次々に展開していくことから「継ぐ」が転訛してツガと命名された。一般家庭での植栽は稀であり、公園、神社の御神木などに使われてきた。

## 分布と生育環境
日本の本州中部（福島県以西）、四国、九州、屋久島にかけてと、韓国の鬱陵島に分布する。暖帯林（照葉樹林）から温帯林（落葉広葉樹林）にかけて主に分布する。その範囲では比較的普通に見られる樹木であり、時に優占種となる。モミと混成することがあるが、モミが山腹に生育するのに対して、ツガは標高約1500メートル（m）以上の尾根筋によく生える。なお、一部の地域ではトガサワラも混成する。

## 形態・生態
常緑針葉樹の高木で、直立する大木になり、高さ20 - 30メートル（m）、胸高直径1 mに達する。樹形は枝を横に広げて、広い円錐形になる。樹皮は赤褐色から灰褐色で、縦に深く裂けて亀甲状にはがれ落ちる。枝は混んでいて、葉も密につく。若い枝は無毛である。冬芽は小さな卵形から楕円形の鱗芽で、枝の先や葉の基部につき、芽鱗も楕円形をしている。
葉は扁平な針状で、長さ7 - 25ミリメートル（mm）で長短があり、表面は深緑でつやがあり主軸に沿って窪みがある。先端が少しくぼんでおり、葉先が二つに分かれたようになっている。その点でモミにも似ているが、モミは二つの先端が鋭く尖っているのに対して、ツガは丸まっている。また、枝からの葉の付き方がモミとは若干異なっていることで識別できる。
花期は2月。雌雄同株。雄花は枝に先につき、紫色の長卵形。果期は10月。球果は小柄で長さ2 - 3センチメートル（cm）の楕円形で、枝先にやや下を向いてぶら下がり、秋に淡褐色に熟す。

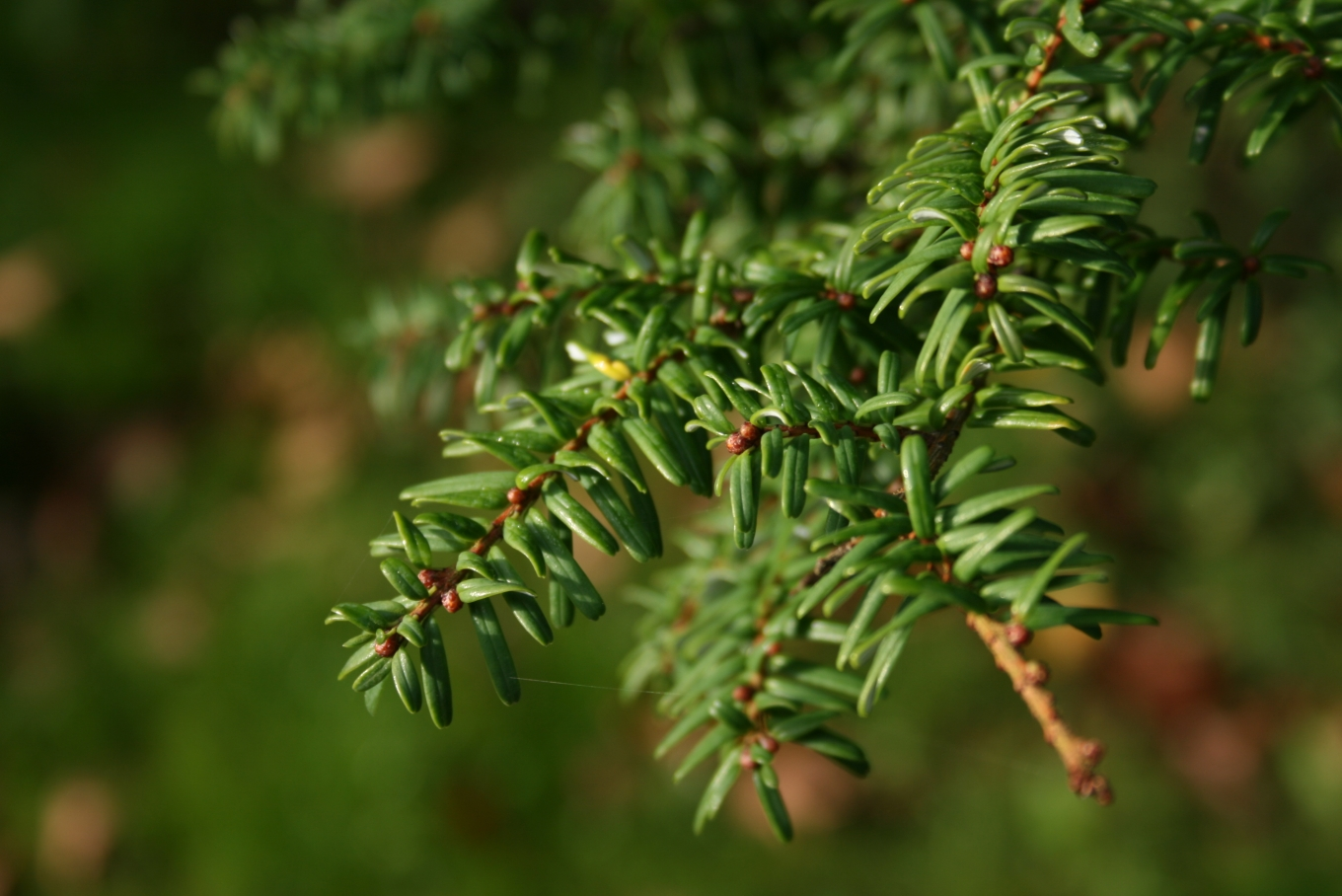
葉
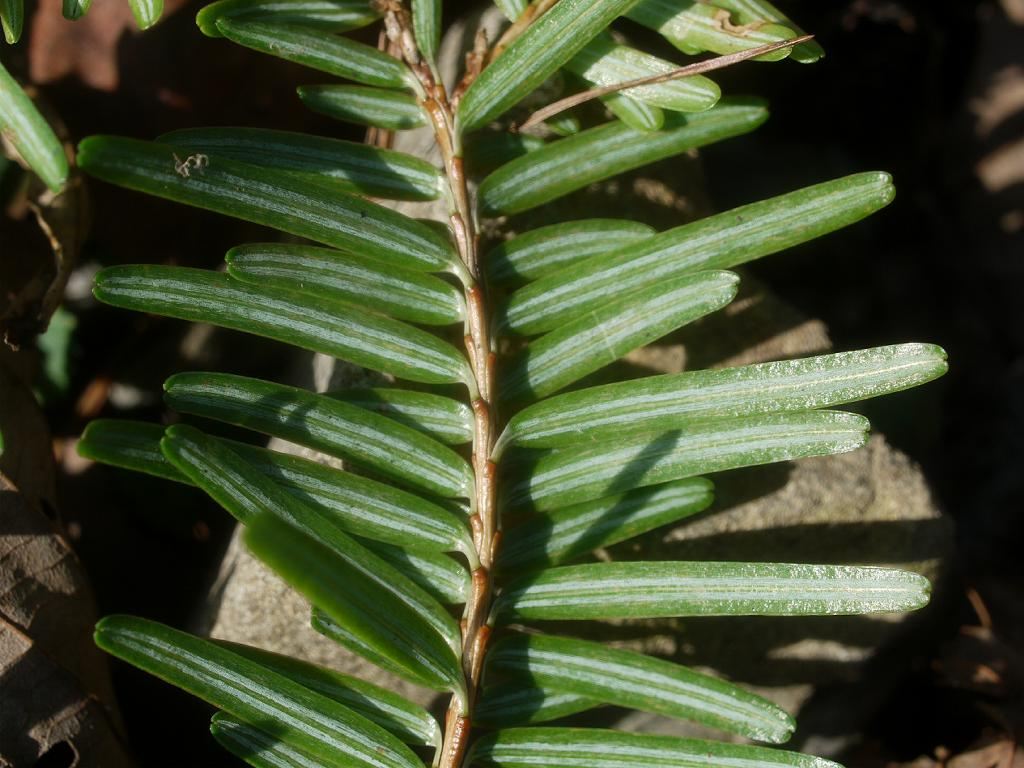
葉と若枝・裏側
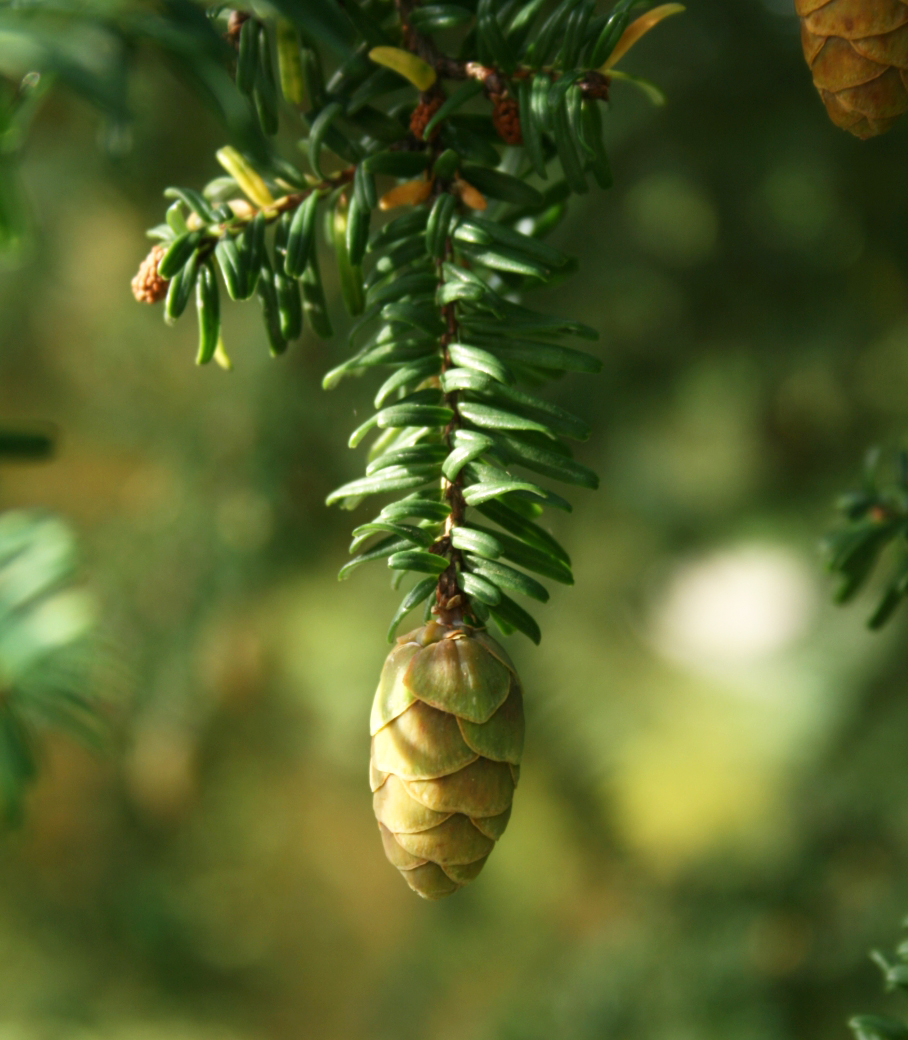
球果

## 保全状況評価
- NEAR THREATENED (IUCN Red List Ver. 3.1 (2001))[1]

IUCNレッドリスト2013年版で準絶滅危惧と評価されている。

## 人間との関わり
材は硬く強度があり、良材は建材として柱・梁・敷居に用いられるほか、樹皮からタンニンを取り、漁網を染めるのに使われた。
富山県の立山寺境内では、ツガの並木道が整備されている。